# Eliza Johnson
Elizabeth McCardle Johnson (Telford, 4 ottobre 1810 – Greeneville, 15 gennaio 1876) fu la moglie di Andrew Johnson, diciassettesimo presidente degli Stati Uniti d'America.

## Biografia
Nata a Telford nel Tennessee, figlia unica di John McCardle, un fabbricante di scarpe, e Sarah Phillips-McCardle, Eliza rimase orfana di padre quando era ancora una bambina. Venne cresciuta da sola con la madre presso Greeneville. Nel settembre 1826 conobbe Andrew Johnson, appena trasferitosi in città con la sua famiglia. Andrew Johnson di 18 anni ed Eliza McCardle di 16 anni si sposarono il 17 maggio 1827. Dall'unione nacquero cinque figli: Martha Johnson Patterson (1828–1901), Charles Johnson (1830–1863), Mary Johnson Stover Brown (1832–1883), Robert Johnson (1834–1869), Andrew Johnson, Jr. (1852–1879).
Eliza Johnson supportò la carriera politica del marito, benché ella stessa tentò di evitare il più possibile le apparizioni pubbliche. Si trasferì alla Casa Bianca pochi mesi dopo la presa della carica della presidenza da parte del marito, ma non poté mai assolvere ai suoi compiti di first lady per via della sua salute cagionevole. Il compito di first lady fu ufficialmente rilevato dalla figlia Martha Johnson Patterson, mentre Eliza rimase confinata ai piani superiori della Casa Bianca per tutto il mandato di Andrew Johnson, apparendo in pubblico solo due volte: in occasione della visita della regina Emma delle Hawaii nel 1866 e per la festa di compleanno del presidente nel 1867. Eliza Johnson morì il 15 gennaio 1876 all'età di 65 anni, appena sei mesi dopo il marito.